# Klášter Stams
Klášter Stams je cisterciácký klášter v tyrolském městě Stams v Rakousku.
Klášter byl založen roku 1273 tyrolským hrabětem Menhardem II. a jeho manželkou Alžbětou, vdovou po římském králi Konrádovi IV. Mateřským klášterem nového konventu byl švábský Kaisheim z morimondské filiační řady.

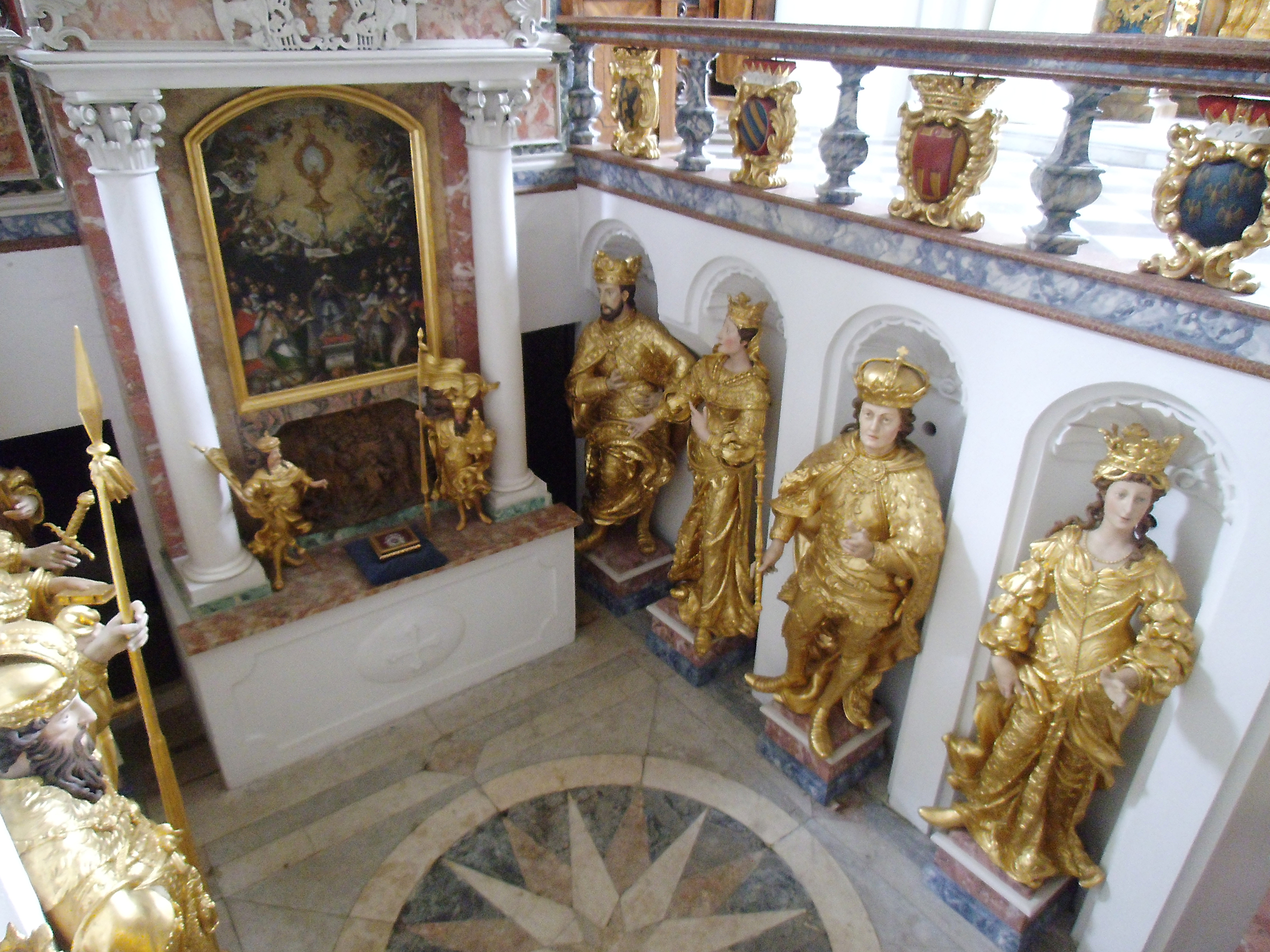
Knížecí hrobka v klášterním kostele

V klášterním kostele byl pohřben nejen zakladatelský pár, ale také Habsburkové Fridrich IV. a Zikmund a Bianca Marie Sforza, manželka Maxmiliána I., či Jindřich Korutanský.